# Mitchellville, Iowa
Mitchellville là một thành phố thuộc quận Polk, tiểu bang Iowa, Hoa Kỳ. Năm 2010, dân số của thành phố này là 2254 người.

## Dân số
Dân số qua các năm:
- Năm 2000: 1715 người.
- Năm 2010: 2254 người.